# Olaug Bollestad

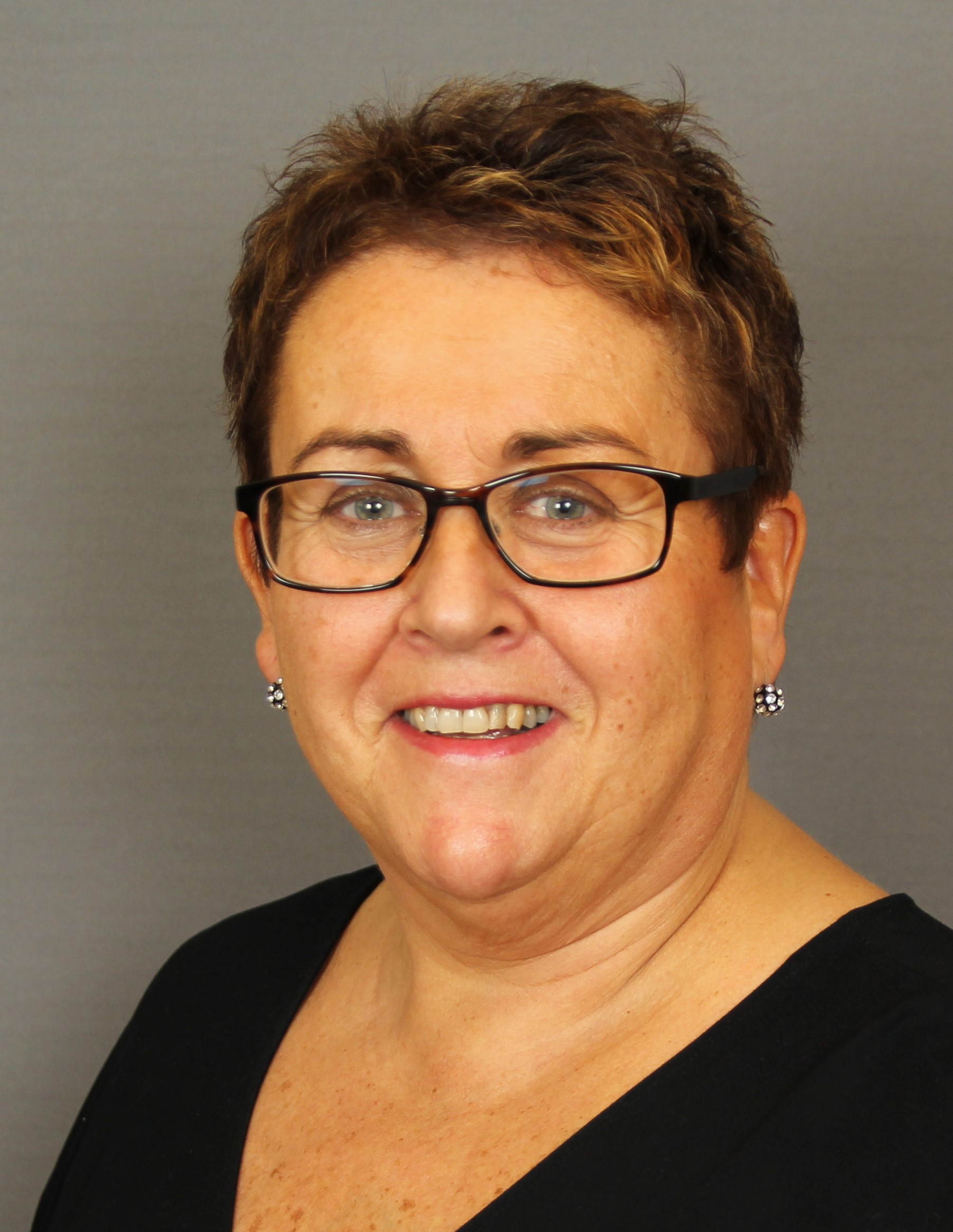
Olaug Bollestad, 2014

Olaug Vervik Bollestad (* 4. November 1961 in Strand, Rogaland) ist eine norwegische Politikerin der christdemokratischen Partei Kristelig Folkeparti (KrF). Sie war von November 2021 bis August 2024 Vorsitzende der KrF uns seit 2013 Abgeordnete im Storting. Von 2015 bis 2021 fungierte sie als stellvertretende Parteivorsitzende der KrF. Des Weiteren war Bollestad von Januar 2019 bis Oktober 2021 Landwirtschafts- und Ernährungsministerin. Von September bis Oktober 2021 übernahm sie zusätzlich das Amt der Kinder- und Familienministerin.

## Leben
Bollestad besuchte bis 1980 das Gymnasium in ihrer Heimatkommune Strand, bevor sie bis 1982 an einer Bibelschule in Oslo war. In den Jahren 1980 bis 1984 war sie mit Unterbrechung für die kirchliche Organisation Ryfylket og Jæren Indremisjon in den Regionen Ryfylke und Jæren tätig. Ab 1984 besuchte sie die Krankenpflegerschule in Stavanger. Bollestad arbeitete ab 1987 als Krankenpflegerin am Universitätsklinikum Stavanger. In einer Teilzeitanstellung war sie zwischen 1995 und 1997 erneut für die Missionsorganisation Ryfylke og Jæren Indremisjon tätig.

### Lokalpolitik
Im Jahr 2003 wurde Bollestad Mitglied des Kommunalparlaments der Kommune Gjesdal. Nach den Lokalwahlen im Herbst 2007 wurde sie zur Bürgermeisterin von Gjesdal gewählt und damit hauptberufliche Politikerin. Zudem zog sie im Herbst 2007 in das Fylkesting des Fylkes Rogaland ein. Im Jahr 2008 übernahm sie den Posten als KrF-Vorsitzende im Fylke Rogaland. Sowohl ihre Amtszeit als Bürgermeisterin von Gjesdal als auch ihre Zeit als Abgeordnete im Fylkesting von Rogaland endeten im Jahr 2013, als sie Stortingsabgeordnete wurde. Vorsitzende der KrF in Rogaland blieb Bollestad bis 2014.

### Storting und stellvertretender Parteivorsitz
Bei der Parlamentswahl 2013 zog Olaug Bollestad für den Wahlkreis Rogaland in das norwegische Nationalparlament Storting ein. Sie wurde zunächst Mitglied im Gesundheits- und Pflegeausschuss und Mitglied im KrF-Fraktionsvorstand. Im Jahr 2015 wurde sie zur zweiten stellvertretenden Parteivorsitzenden ihrer Partei gewählt, 2017 wurde sie erste Stellvertreterin. Im Anschluss an die Wahl 2017 übernahm sie den Posten als Vorsitzende des Gesundheits- und Pflegeausschusses.
Im Herbst 2018 kam es in der KrF zu einer Abstimmung dazu, ob die Partei der Regierung Solberg beitreten oder ob sie die Zusammenarbeit mit den linkeren Partei suchen solle. Bollestad setzte sich im Gegensatz zum damaligen Parteivorsitzenden Knut Arild Hareide für einen Eintritt in die Regierung Solberg ein. Sie begründete ihre Position unter anderem damit, dass die KrF in der Regierung unter Erna Solberg eine Verschärfung der Abtreibungsgesetzgebung erreichen könne. Nachdem die Parteibasis in der Abstimmung für Verhandlungen mit der Regierung Solberg votiert und Hareide sich vom Parteivorsitz zurückgezogen hatte, übernahm Bollestad kommissarisch den Posten als Parteivorsitzende.

### Ministerin
In der Folge der Verhandlungen zwischen der KrF und der Regierung Solberg trat die Partei schließlich im Januar 2019 der Regierung bei. Bollestad wurde am 22. Januar 2019 zur neuen Ministerin für Landwirtschaft und Ernährung ernannt. Im April 2019 endete ihre Zeit als kommissarischer Parteivorsitzenden, als Kjell Ingolf Ropstad zum neuen Vorsitzenden gewählt und Bollestad erneut stellvertretende Vorsitzende wurde. Bei der Parlamentswahl im September 2021 verlor die Regierungskoalition ihre Mehrheit. Nach Ropstads Rücktritt als Kinder- und Familienminister übernahm Bollestad für die verbleibende Amtszeit der Regierung Solberg ab dem 20. September 2021 zusätzlich das Amt der Kinder- und Familienministerin. Ab dem 24. September 2021 wurde sie durch Ropstads Rücktritt als Parteivorsitzender zudem erneut kommissarische KrF-Vorsitzende. Ihre Amtszeit als Ministerin endete mit dem Regierungswechsel am 14. Oktober 2021.

### Rückkehr ins Storting und Parteivorsitz
Nachdem sie als Mitglied der Regierung ihr Mandat im Storting hatte ruhen lassen müssen, kehrte sie im Oktober 2021 in das Parlament zurück. Dort wurde sie Fraktionsvorsitzende der KrF und Mitglied im Gesundheits- und Pflegeausschuss. Am 13. November 2021 wurde Bollestad auf einem außerordentlichen Parteitag ohne Gegenkandidaten zur neuen Vorsitzenden der KrF gewählt.
Am 22. August 2024 erklärte sie, dass sie vom Amt der Parteivorsitzenden zurücktrete. Dem Rücktritt war unter anderem eine schriftliche Beschwerde an die Parteispitze über Bollestads Führungsstil vorausgegangen. Infolgedessen übernahm Dag Inge Ulstein, der erste stellvertretende Vorsitzende, den Parteivorsitz kommissarisch. Bollestad gab im Zuge dessen ihren Posten als Fraktionsvorsitzende ab, sie blieb aber Mitglied im Fraktionsvorstand. Im September 2024 kündigte sie schließlich an, bei der Stortingswahl 2025 nicht erneut kandidieren zu wollen.

## Positionen
Bollestad trat im November 2021 dafür ein, dass das norwegische Abtreibungsgesetz nicht liberalisiert werden solle. Während der Regierungsbeteiligung der KrF war es zu einer Verschärfung gekommen. Vor dem Entscheid ihrer Partei im Jahr 2018, ob die KrF der konservativen Regierung Solberg beitreten solle oder nicht, wies sie mehrfach darauf hin, dass es in der konservativen Regierung wahrscheinlicher sei, die Gesetzgebung im Bereich der Abtreibungen verschärfen zu können.